# Crisi d'atonia
Una crisi d'atonia o crisi acinètica és un tipus de crisi epilèptica que consisteix en una pèrdua parcial o completa del to muscular causada per alteracions temporals de la funció cerebral. Aquests atacs són breus, normalment menys de quinze segons. Normalment, comencen a la infància i poden persistir fins a adult. La convulsió en si no causa cap lesió física, però la pèrdua de control, principalment en els músculs del tronc, en pot provocar una per la caiguda. L'electroencefalografia es pot utilitzar per confirmar el diagnòstic. És rar i pot ser indicatiu de la síndrome de Lennox-Gastaut.
Les crisis d'atonia es poden produir mentre s'està dempeus, caminant o assegut, i sovint es nota per una caiguda del cap (relaxació dels músculs del coll). Les lesions per caiguda poden provocar un impacte a la cara o al cap. Com passa amb els casos epilèptics habituals, no es necessiten primers auxilis després de la convulsió, excepte en els casos en què s'han produït lesions per caiguda. En alguns casos, una persona pot quedar paralitzada temporalment en part del seu cos. Això normalment no dura més de 3 minuts.